# نچ (نور)
نُج، روستایی است از توابع بخش بلده شهرستان نور در استان مازندران ایران.یکی از قدیمی ترین روستاهای ایران
قدمت زمان قاجاریه

## جمعیت
این روستا بزرگترین روستا در بخش قرار دارد و براساس سرشماری مرکز آمار ایران در سال ۱۳۸۵، جمعیت آن ۳۱۱ نفر (۱۱۱خانوار) بوده‌است. مردم نچ از قومیت طبری هستند که ریشه آن به قوم آمارد و قوم تپوری می‌رسد. مردم نچ به زبان طبری (مازندرانی) و گویش کجوری سخن میگویند.